# ادوارد دراخ
ادوارد دراخ (اوکراینی: Едуард Драч؛ زادهٔ ۶ آوریل ۱۹۶۵) آهنگساز، و پزشک اهل اوکراین است.